# 4. Biathlon-Weltcup 2019/20 (Oberhof)
Der 4. Biathlon-Weltcup der Saison 2019/20 fand in Deutschland im thüringischen Oberhof statt. Die Wettbewerbe im Oberhof bilden traditionell den Auftakt des zweiten Trimesters des Biathlon-Weltcups und des neuen Kalenderjahres. Ausgetragen wurden die Wettkämpfe in der Lotto Thüringen Arena am Rennsteig, das auch Schauplatz der Biathlon-Weltmeisterschaften 2023 sein soll. Dieses Jahr wurden die Wettkämpfe zwischen dem 9. und 12. Januar 2020 ausgetragen.

## Wettkampfprogramm
| Datum       | Frauen    | Frauen                | Männer    | Männer               |
| ----------- | --------- | --------------------- | --------- | -------------------- |
| Do, 9.1.20  | 14:30 Uhr | Sprint (7,5 km)       |           |                      |
| Fr, 10.1.20 |           |                       | 14:30 Uhr | Sprint (10 km)       |
| Sa, 11.1.20 | 12:00 Uhr | Staffel (4 × 6 km)    | 14:15 Uhr | Staffel (4 × 7,5 km) |
| So, 12.1.20 | 12:45 Uhr | Massenstart (12,5 km) | 14:30 Uhr | Massenstart (15 km)  |

## Teilnehmende Nationen
| - Belgien - Bulgarien - Deutschland - Estland - Finnland - Frankreich - Griechenland - Italien - Japan - Kanada - Kasachstan | - Kroatien - Lettland - Litauen - Moldau - Norwegen - Österreich - Polen - Rumänien - Russland - Schweden | - Schweiz - Serbien - Slowakei - Slowenien - Südkorea - Tschechien - Ukraine - Vereinigte Staaten - Volksrepublik China - Belarus |

## Ausgangslage
Aufgrund von Schneemangels in Oberhof war die Durchführung des Weltcups für lange Zeit unklar. Letztlich sicherte Kunstschnee, der in der Skihalle Neuss produziert wurde, die Durchführung des Weltcups. Dazu wurde der Schnee, der bereits für die World Team Challenge 2019 verendet worden war, mit 30 LKWs von der Veltins-Arena in Gelsenkirchen ins rund 400 Kilometer entfernte Oberhof gefahren. Der BUND in Thüringen kritisierte die Entscheidung, da die „Maßnahmen in Oberhof nicht mehr verantwortbar sein“. Athleten und Funktionäre rechtfertigten die Schneetransporte. Unter anderem sprach die deutsche Biathletin Franziska Preuß davon, dass sie es "nicht verkehrt finde, dass der Schnee von Schalke wieder genutzt werde. Preuß selbst konnte allerdings aufgrund einer Nasennebenhöhlenentzündung nicht an den Wettkämpfen teilnehmen. Dafür rückte Franziska Hildebrand zurück in die Damenmannschaft, die beim vorherigen Weltcup in Frankreich nicht an den Start gegangen war.
Eine weitere Veränderung im Weltcupteam betrifft Erik Lesser bei den Herren, der, aufgrund von zuletzt schwacher Leistungen, von Bundestrainer Mark Kirchner nicht für den Heimweltcup berufen wurde und stattdessen im zweitklassigen IBU-Cup in Osrblie an den Start ging. Dafür startete im Sprint beim Weltcup für ihn Lucas Fratzscher.
Auch der vor dem Weltcup Gesamtweltcupführende Johannes Thingnes Bø ging nicht an den Start. Bø wurde im Januar erstmals Vater und hatte bereits zuvor angekündigt, bei den Rennen im Januar (Oberhof & Ruhpolding) nicht an den Start gehen zu wollen. Bei den Wettkämpfen Ende Januar in Pokljuka ging er aber wieder an den Start.

## Ergebnisse
| 4. Weltcup in Oberhof, 9. Januar bis 12. Januar 2020 | 4. Weltcup in Oberhof, 9. Januar bis 12. Januar 2020 | 4. Weltcup in Oberhof, 9. Januar bis 12. Januar 2020                                     | 4. Weltcup in Oberhof, 9. Januar bis 12. Januar 2020                               | 4. Weltcup in Oberhof, 9. Januar bis 12. Januar 2020               |
| ---------------------------------------------------- | ---------------------------------------------------- | ---------------------------------------------------------------------------------------- | ---------------------------------------------------------------------------------- | ------------------------------------------------------------------ |
| Datum                                                | Disziplin                                            | Erster Platz                                                                             | Zweiter Platz                                                                      | Dritter Platz                                                      |
| 9. Januar 2020 (Do.)                                 | Sprint (7,5 km)                                      | Marte Olsbu Røiseland                                                                    | Denise Herrmann                                                                    | Julia Simon                                                        |
| 10. Januar 2020 (Fr.)                                | Sprint (10 km)                                       | Martin Fourcade                                                                          | Émilien Jacquelin                                                                  | Johannes Kühn                                                      |
| 11. Januar 2020 (Sa.)                                | Staffel (4 × 6 km)                                   | NorwegenSynnøve Solemdal Ingrid Landmark Tandrevold Marte Olsbu Røiseland Tiril Eckhoff  | SchwedenElvira Öberg Linn Persson Mona Brorsson Hanna Öberg                        | FrankreichJulia Simon Anaïs Bescond Célia Aymonier Justine Braisaz |
| 11. Januar 2020 (Sa.)                                | Staffel (4 × 7,5 km)                                 | NorwegenLars Helge Birkeland Erlend Bjøntegaard Johannes Dale Vetle Sjåstad Christiansen | FrankreichÉmilien Jacquelin Martin Fourcade Simon Desthieux Quentin Fillon Maillet | DeutschlandPhilipp Horn Johannes Kühn Arnd Peiffer Benedikt Doll   |
| 12. Januar 2020 (So.)                                | Massenstart (12,5 km)                                | Kaisa Mäkäräinen                                                                         | Tiril Eckhoff                                                                      | Marte Olsbu Røiseland                                              |
| 15. Januar 2020 (So.)                                | Massenstart (15 km)                                  | Martin Fourcade                                                                          | Arnd Peiffer                                                                       | Simon Desthieux                                                    |

## Verlauf

### Sprint

#### Männer
Start: Freitag, 10. Januar 2020, 14:30 Uhr
| Platz | Sportler                   | Zeit    | Schießfehler |
| ----- | -------------------------- | ------- | ------------ |
| 1     | Martin Fourcade            | 25:27,2 | 0+0          |
| 2     | Émilien Jacquelin          | +25,5   | 0+1          |
| 3     | Johannes Kühn              | +33,0   | 0+1          |
| 4     | Matwei Jelissejew          | +41,1   | 0+0          |
| 5     | Alexander Loginow          | +47,8   | 0+1          |
| 6     | Simon Desthieux            | +49,8   | 0+1          |
| 7     | Arnd Peiffer               | +1:00,1 | 1+0          |
| 8     | Erlend Bjøntegaard         | +1:06,5 | 1+1          |
| 9     | Johannes Dale              | +1:18,2 | 1+1          |
| 10    | Vetle Sjåstad Christiansen | +1:24,8 | 1+2          |

Gemeldet: 111 Athleten, nicht beendet: 1
Aufgrund des Schneemangels wurden nicht, wie sonst im Männersprint üblich, 3 Runden mit je 3,3 Kilometern gelaufen, sondern 4 Runden mit einer Länge von 2,5 Kilometern. Dies führte dazu, dass die Sportler eine 2,5 km Runde liefen und liegend schossen. Anschließend wurden zwei Runden gelaufen ehe das Stehenschießen erreicht wurde und nach einer weiteren Runde das Ziel.
Beim Fehlen des Führenden im Gesamtweltcup Johannes Thingnes Bø konnte Martin Fourcade gewinnen. Zweiter wurde mit Émilien Jacquelin auch ein Franzose. Für Johannes Kühn war es erst der zweite Podestplatz seiner Karriere, nach seinem zweiten Platz in Pokljuka zum Auftakt der Saison 2018/19. Die Schweizer mit Benjamin Weger verpasste als 12. mit einem Fehler beim Stehenschießen nur um zwei Sekunden die Top 10. Als bester Österreicher wurde Simon Eder 23.

#### Frauen
Start: Donnerstag, 9. Januar 2020, 14:30 Uhr
| Platz | Sportler               | Zeit    | Schießfehler |
| ----- | ---------------------- | ------- | ------------ |
| 1     | Marte Olsbu Røiseland  | 22:04,9 | 0+0          |
| 2     | Denise Herrmann        | +33,1   | 0+1          |
| 3     | Julia Simon            | +47,4   | 1+0          |
| 4     | Dorothea Wierer        | +1:01,8 | 0+1          |
| 5     | Tiril Eckhoff          | +1:07,1 | 1+1          |
| 6     | Paulína Fialková       | +1:09,1 | 0+1          |
| 7     | Emma Lunder            | +1:14,9 | 0+0          |
| 8     | Monika Hojnisz-Staręga | +1:15,0 | 0+1          |
| 9     | Kamila Żuk             | +1:29,8 | 1+1          |
| 10    | Katharina Innerhofer   | +1:32,8 | 0+2          |

Gemeldet: 102 Athleten, nicht am Start: 2
Bei schwierigen Witterungsbedingungen konnte Marte Olsbu Røiseland gewinnen. Grundlage hierfür bildete ein fehlerfreies Schießen. Olsbu war neben der Kanadierin Lunder (7.) und der Japanerin Tachizaki (24.) eine von nur drei Athletinnen, die alle zehn Scheiben trafen. Lunder konnte mit dem 7. Platz sogar ihre Karrierebestleistung aus der vergangenen Saison um zwei Ränge verbessern. Als einzige Schweizerin schaffte es Selina Gasparin in die Top 20. Mit drei Schießfehlern belegte sie den 18. Rang.

### Staffel

#### Männer
Start: Samstag, 11. Januar 2020, 14:15 Uhr
| Platz | Land        | Sportler                                                                         | Zeit      | Strafrunden + Nachlader         |
| ----- | ----------- | -------------------------------------------------------------------------------- | --------- | ------------------------------- |
| 1     | Norwegen    | Lars Helge Birkeland Erlend Bjøntegaard Johannes Dale Vetle Sjåstad Christiansen | 1:19:32,3 | 0+0 0+0 0+2 0+0 0+0 1+3         |
| 2     | Frankreich  | Émilien Jacquelin Martin Fourcade Simon Desthieux Quentin Fillon Maillet         | +4,4      | 0+1 2+3 0+0 0+0 0+0 0+1         |
| 3     | Deutschland | Philipp Horn Johannes Kühn Arnd Peiffer Benedikt Doll                            | +48,2     | 0+3 0+0 0+0 1+3 0+2 0+3 0+0 1+3 |
| 4     | Russland    | Said Karimulla Chalili Jewgeni Garanitschew Nikita Porschnew Eduard Latypow      | +1:09,0   | 0+1 0+0 0+0 0+1 0+2 0+3 0+1 0+1 |
| 5     | Belarus     | Anton Smolski Sergei Botscharnikow Raman Jaljotnau Mikita Labastau               | +1:54,0   | 0+2 0+0 0+0 0+0 0+3 0+3 0+1 1+3 |

Gemeldet und am Start: 26 Nationen, überrundet: 2
Trotz des Fehlens der beiden besten Norweger im Gesamtweltcup (Johannes Thingnes & Tarjei Bø) konnten erneut, wie in allen vorherigen Staffelrennen der Saison auch, der Skandinavier triumphieren. Trotz der Strafrunde, die Vetle Sjåstad Christiansen beim letzten Schießen laufen musste, konnte er auf die Staffel aus Norwegen auf den ersten Platz führen. Für die fünftplatzierte Staffel aus Weißrussland war es das beste Staffelergebnis bei den Männern seit 11 Jahren. Damals erreichte man in der Saison 2008/2009 ebenfalls den fünften Rang in Oberhof. Das Schweizer Quartett wurde, auch aufgrund vieler Nachlader, Siebter. Die Österreicher erreichten als 9. das Ziel mit über drei Minuten Rückstand. Die Staffel aus Italien musste gleich sechs Strafrunden laufen und erreichte die Ziellinie erst als 23., siebeneinhalb Minuten nach den Norwegern.

#### Frauen
Start: Samstag, 11. Januar 2020, 11:30 Uhr
| Platz | Land        | Sportler                                                                        | Zeit      | Strafrunden + Nachlader         |
| ----- | ----------- | ------------------------------------------------------------------------------- | --------- | ------------------------------- |
| 1     | Norwegen    | Synnøve Solemdal Ingrid Landmark Tandrevold Tiril Eckhoff Marte Olsbu Røiseland | 1:14:11,6 | 0+0 0+3 0+0 0+2 0+2 0+1         |
| 2     | Schweden    | Elvira Öberg Linn Persson Mona Brorsson Hanna Öberg                             | +21,1     | 0+1 0+2 0+0 0+1 0+1 0+0 0+2 0+3 |
| 3     | Frankreich  | Julia Simon Anaïs Bescond Célia Aymonier Justine Braisaz                        | +33,1     | 0+1 0+2 0+3 0+0 0+2 0+0 0+1 0+3 |
| 4     | Deutschland | Vanessa Hinz Janina Hettich Maren Hammerschmidt Denise Herrmann                 | +1:10,4   | 0+0 1+3 0+1 0+1 0+1 0+3 0+2 0+0 |
| 5     | Schweiz     | Elisa Gasparin Selina Gasparin Aita Gasparin Lena Häcki                         | +1:24,5   | 0+0 0+1 0+0 0+0 0+1 1+3 0+1 0+3 |

Gemeldet und am Start: 23 Nationen, überrundet: 5, disqualifiziert: 1

Auch die dritte Staffel der Saison gewannen die Norwegerinnen souverän. Die ersten drei Mannschaften hatten sich bereits weit vom Rest des Feldes abgesetzt, sodass diese das Podest unter sich ausmachten. Die deutsche Startläuferin Vanessa Hinz musste bei ihrem Stehenschießen bei schwierigen Windbedingungen eine Strafrunde laufen, was das deutsche Quartett zwischenzeitlich auf den 20. Rang zurückwarf. Die Italienerinnen, die nach der ersten Läuferin Vittozzi noch auf Platz zwei lagen, fielen im Laufe des Rennens nach drei Strafrunden immer weiter zurück und belegten am Ende dem neunten Rang. Das österreichische Team wurde nach einer Strafrunde von Schlussläuferin Tamara Steiner Elfter.

### Massenstart

#### Männer
Start: Sonntag, 12. Januar 2020, 14:30 Uhr
| Platz | Sportler                   | Zeit    | Schießfehler |
| ----- | -------------------------- | ------- | ------------ |
| 1     | Martin Fourcade            | 41:01,4 | 0+1+0+1      |
| 2     | Arnd Peiffer               | +20,1   | 0+0+2+1      |
| 3     | Simon Desthieux            | +20,3   | 0+1+0+2      |
| 4     | Johannes Dale              | +38,9   | 0+2+1+1      |
| 5     | Jakov Fak                  | +43,1   | 1+1+1+0      |
| 6     | Philipp Horn               | +43,2   | 1+1+1+1      |
| 7     | Jesper Nelin               | +44,8   | 1+0+1+2      |
| 8     | Vetle Sjåstad Christiansen | +48,9   | 0+2+1+2      |
| 9     | Michal Krčmář              | +58,8   | 0+2+2+0      |
| 10    | Matwei Jelissejew          | +59,8   | 0+2+0+2      |

Gemeldet und am Start: 30 Athleten
Wie auch schon im Sprint wurde wegen des Schneemangels die Rundenlänge von 3 Kilometern auf 2,5 verkürzt. Um dennoch auf 15 Kilometer zu kommen wurden zu Beginn zwei Runden gelaufen ohne das geschossen wurde. Im Anschluss verlief das Rennen gewohnt weiter, sodass nach jeder der kürzeren Runden geschossen, beziehungsweise das Ziel erreicht wurde.
Martin Fourcade nutzte auch das zweite Rennen während der Abwesenheit von Johannes Thingnes Bø und gewann erneut. Der Franzose hatte am Ende rund 20 Sekunden Vorsprung auf Arnd Peiffer und Simon Desthieux, die sich ein Fotofinish um den zweiten Rang lieferten, das am Ende knapp zu Gunsten des Deutschen ausfiel, der damit erstmals in dieser Saison auf dem Podest stand. Für Philipp Horn endete das Rennen ebenfalls erfreulich. Der 25-jährige erreichte mit dem sechsten Platz seine beste Karriereleistung.

#### Frauen
Start: Sonntag, 12. Januar 2020, 12:45 Uhr
| Platz | Sportler              | Zeit    | Schießfehler |
| ----- | --------------------- | ------- | ------------ |
| 1     | Kaisa Mäkäräinen      | 39:58,9 | 1+0+0+0      |
| 2     | Tiril Eckhoff         | +30,2   | 0+0+3+1      |
| 3     | Marte Olsbu Røiseland | +35,0   | 1+0+1+1      |
| 4     | Dorothea Wierer       | +1:08,8 | 1+2+1+1      |
| 5     | Denise Herrmann       | +1:25,0 | 0+2+1+3      |
| 6     | Hanna Öberg           | +1:38,0 | 2+1+1+1      |
| 7     | Iryna Kryuko          | +1:40,7 | 0+0+0+4      |
| 8     | Lena Häcki            | +1:49,7 | 3+1+2+2      |
| 9     | Lisa Vittozzi         | +1:50,7 | 2+0+2+1      |
| 10    | Katharina Innerhofer  | +1:52,0 | 2+0+4+1      |

Gemeldet und am Start: 30 Athletinnen
Kaisa Mäkäräinen triumphierte zum ersten Mal in der Saison und das nur einen Tag nach ihrem 37. Geburtstag. Grundlage für ihren Erfolg bildete eine sehr gute Schießleistung. Bei starkem Wind musste sie nur eine Strafrunde laufen, was die wenigsten des gesamten Teilnehmerfelds waren. 20 der 30 Athletinnen musste sogar sechs Mal oder öfter die 150 Strafmeter laufen. Denise Herrmann, die als Fünfte beste Deutsche wurde kam zwar noch in der Führungsgruppe zum letzten Schießen, verfehlte dort aber drei der fünf Scheiben und fiel dementsprechend zurück. Auch die einzige bis dato fehlerfrei Athletin Kryuko aus Weißrussland erwischte es mit vier Fehlern ebenfalls so, dass sie einige Plätze einbüßen musste.
Mit Dorothea Wierer, Lisa Vittozzi (beide Italien), Lena Häcki (Schweiz) und Katharina Innerhofer (Österreich) konnten auch diese Nationen mindestens eine Athletin unter den besten Zehn stellen.

## Auswirkungen
Durch die beiden Siege von Martin Fourcade und das Fehlen seines Kontrahenten Bø konnte der Franzose die Führung im Gesamtweltcup übernehmen. Dennoch blieb Johannes Bø auf Rang 2 noch vor Simon Desthieux und seinem Bruder Tarjei.
Bei den Damen konnte Dorothea Wierer ihre Führung verteidigen. Ihre Verfolgerin blieb, wie auch in der Vorwoche, die Norwegerin Tiril Eckhoff. Nachdem bei den Frauen nach dem Ende des letzten Weltcups keine deutsche Frau mehr unter den besten 10 stand, konnte Denise Herrmann als nun Fünfte dies wieder erreichen.
| Rang | Name                   | Punkte | Siege | Verän- derung |
| ---- | ---------------------- | ------ | ----- | ------------- |
| 1    | Martin Fourcade        | 387    | 3     |               |
| 2    | Johannes Thingnes Bø   | 374    | 5     |               |
| 3    | Simon Desthieux        | 352    |       |               |
| 4    | Tarjei Bø              | 342    |       |               |
| 5    | Alexander Loginow      | 329    |       |               |
| 6    | Quentin Fillon Maillet | 328    |       |               |
| 7    | Émilien Jacquelin      | 313    |       |               |
| 8    | Erlend Bjøntegaard     | 280    |       |               |
| 9    | Johannes Dale          | 276    |       |               |
| 10   | Matwei Jelissejew      | 257    |       |               |

| Rang | Name                       | Punkte | Siege | Verän- derung |
| ---- | -------------------------- | ------ | ----- | ------------- |
| 1    | Dorothea Wierer            | 390    | 2     |               |
| 2    | Tiril Eckhoff              | 381    | 4     |               |
| 3    | Ingrid Landmark Tandrevold | 305    |       |               |
| 4    | Julia Simon                | 285    |       |               |
| 5    | Denise Herrmann            | 273    |       |               |
| 6    | Justine Braisaz            | 261    | 1     |               |
| 7    | Kaisa Mäkäräinen           | 247    | 1     |               |
| 8    | Marte Olsbu Røiseland      | 244    | 1     |               |
| 9    | Hanna Öberg                | 240    |       |               |
| 10   | Paulína Fialková           | 231    |       |               |

## Debütanten
Folgende Athleten nahmen zum ersten Mal an einem Biathlon-Weltcup teil. Dabei kann es sich sowohl um Individualrennen, aber auch um Staffelrennen handeln.
| Männer                 | Frauen             |
| ---------------------- | ------------------ |
| Said Karimulla Chalili | Michela Carrara    |
| Kim Sangrea            | Emily Dickson      |
| Matthew Strum          | Hallie Grossman    |
| Bohdan Zymbal          | Tamara Steiner     |
|                        | Tereza Voborníková |
| Ying Qu                |                    |